# Bałamątek
Bałamątek [bawaˈmɔntɛk] (tiếng Đức Alte Mühle) là một ngôi làng thuộc quận hành chính của Gmina Ustka, thuộc hạt Słupsk, Pomeranian Voivodeship, ở miền bắc Ba Lan. Nó nằm khoảng 13 kilômét (8 mi)   phía đông Ustka, 17 km (11 mi) phía bắc Słupsk và 108 km (67 mi) phía tây thủ đô khu vực Gdańsk.
Trước năm 1945, khu vực này là một phần của Đức. Đối với lịch sử của khu vực, xem Lịch sử của Pomerania.
Ngôi làng có dân số 132.